# Бабичи (Минская область)
Бабичи (бел. Бабічы) — деревня в Клецком районе Минской области Беларуси. В составе Голынковского сельсовета. До 2013 года входила в Тучанский сельсовет. Население — 120 человек (2009).

## География
Бабичи находятся в 5 км севернее центра сельсовета, агрогородка Голынка и в 15 км к юго-западу от райцентра, города Клецк. Деревня стоит в 8 км от границы с Брестской областью на правом берегу небольшой реки Тученка (be:Рака Тучанка), бассейн Лани. Соединена местными дорогами с окрестными деревнями. В окрестностях есть торфяники и мелиорационные каналы.

## История
28 июня 2013 года Бабачи переданы из упразднённого Тучанского сельсовета в состав Голынковского сельсовета.

## Достопримечательности
- Православная Успенская церковь. Построена из дерева на кладбище во второй половине XIX века[2].

## Население
- 1995 год — 98 дворов, 266 жителей[3]
- 2009 год — 120 жителей